# 碳酸钍
碳酸钍是一种无机化合物，化学式为Th(CO3)2。其无水物仅被报道为草酸钍在320℃分解的中间体，但半水合物Th(CO3)2·0.5H2O和三水合物Th(CO3)2·nH2O（n=3.00~3.57）却是已知的。
碳酸钍更容易形成碱式盐，如ThOCO3、Th(OH)2CO3等。向硝酸钍的溶液中加入碳酸钠，可以得到Th(OH)2CO3的水合物沉淀，根据条件不同，可以得到一水、三水或七水合物。
反應式为：Na₂CO₃(aq)＋Th(NO₃)₄(aq)＋2H₂O(l)→Th(OH)₂CO₃(s)＋2NaNO₃(aq)＋2HNO₃(aq)

## 化学性质
碳酸钍可以和强酸反应，生成其他钍盐：
Th(CO3)2 + 4 HNO3 → Th(NO3)4 + 2 H2O + 2 CO2↑
Th(CO3)2 + 4 HCl → ThCl4 + 2 H2O + 2 CO2↑
它加热分解，经过ThOCO3，最终得到ThO2。

## 配合物
碳酸钍可以形成一系列的配合物，如Na6[Th(CO3)5]、Tl6[Th(CO3)5]、[Co(NH3)6]2[Th(CO3)5(H2O)]·3H2O、(NH4)(CN3H6)4[ThF3(CO3)3]等。